# Emilia
Emilia (emilián nyelven Emégglia) egy földrajzi–történelmi régió Észak-Olaszországban, a jelenlegi Emilia-Romagna közigazgatási régió területének része. Ezen belül a történelmi Emilia területéhez Piacenza, Parma, Reggio Emilia, Modena, Bologna, Ferrara megyék és Ravenna megye egyrésze tartoznak. Történelme során nem volt egységes, több itáliai fejedelemség, a Habsburg Birodalom, a pápai állam és napóleoni államok osztoztak rajta. 1861-ben vált az egységes Olasz Királyság részévé. Az 1948-as alkotmány rendelkezése alapján vált Emilia-Romagna autonóm régió részévé, jogállását az 1970-es közigazgatási törvény megerősítette.
A régió nyelve az emilián, mely az emilián–romanyol nyelv változata.

## Nevének eredete

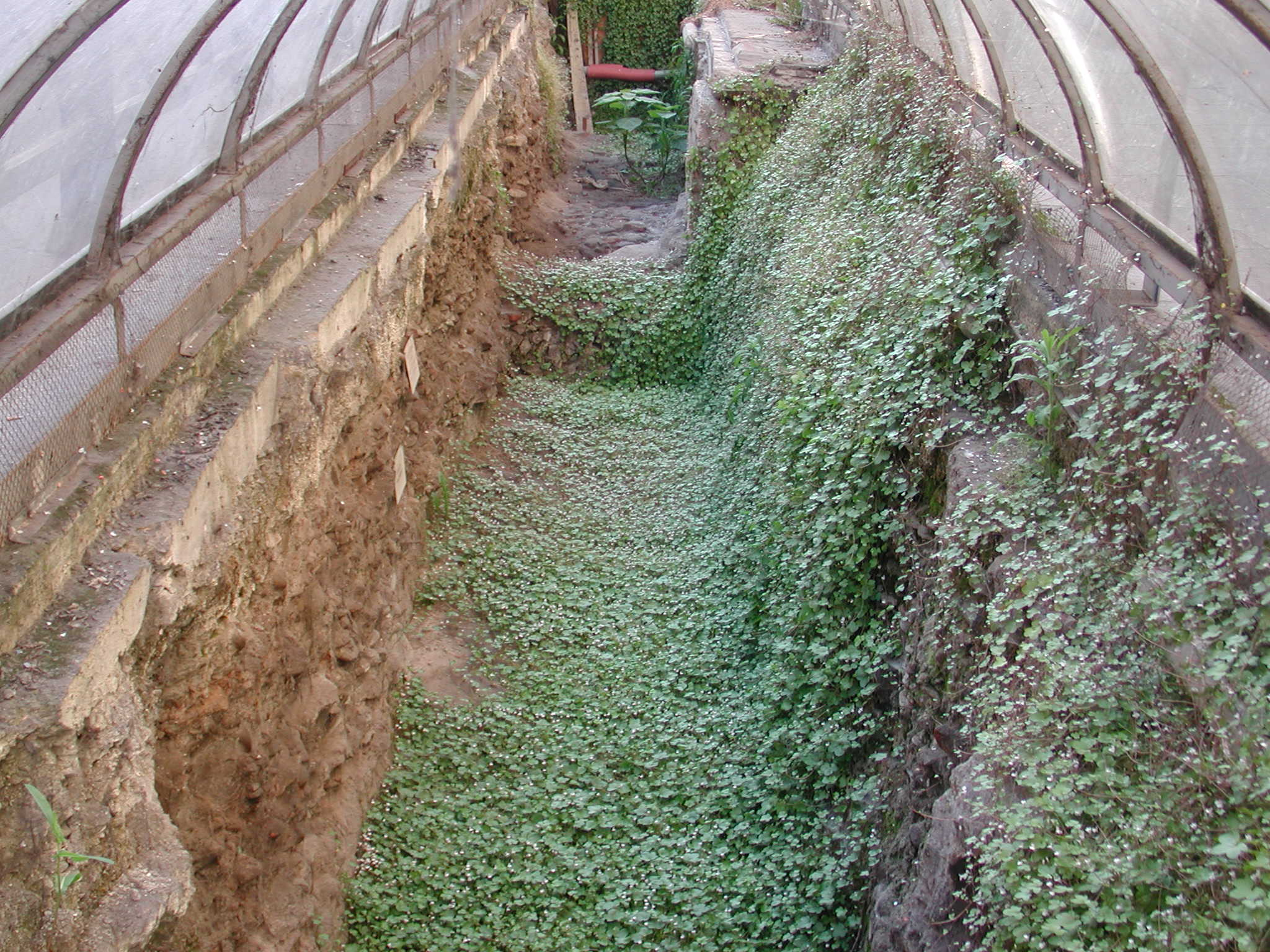
A Via Aemilia feltárt szakasza Reggio Emiliában

A vidék elnevezése a Via Aemilia római birodalmi hadiút nevére vezethető vissza, amely Placentia (Piacenza) és Ariminum (Rimini) városokat kötötte össze. Maga hadiút azért kapta a római Aemilia gens patrícius család nevét, mert Marcus Aemilius Lepidus konzul rendelkezésére kezdték építeni i. e. 187-ben. Az Aemilia-vidék először Gallia Cisalpina (más néven Ariminum) provincia része volt. Az Aemilia elnevezés először a helyi köznyelvben jelent meg, aztán Martialis költő népszerű verseiben is. Az i.sz. 2. század végétől ez lett a vidék hivatalos (római) neve.

## Fekvése, határai

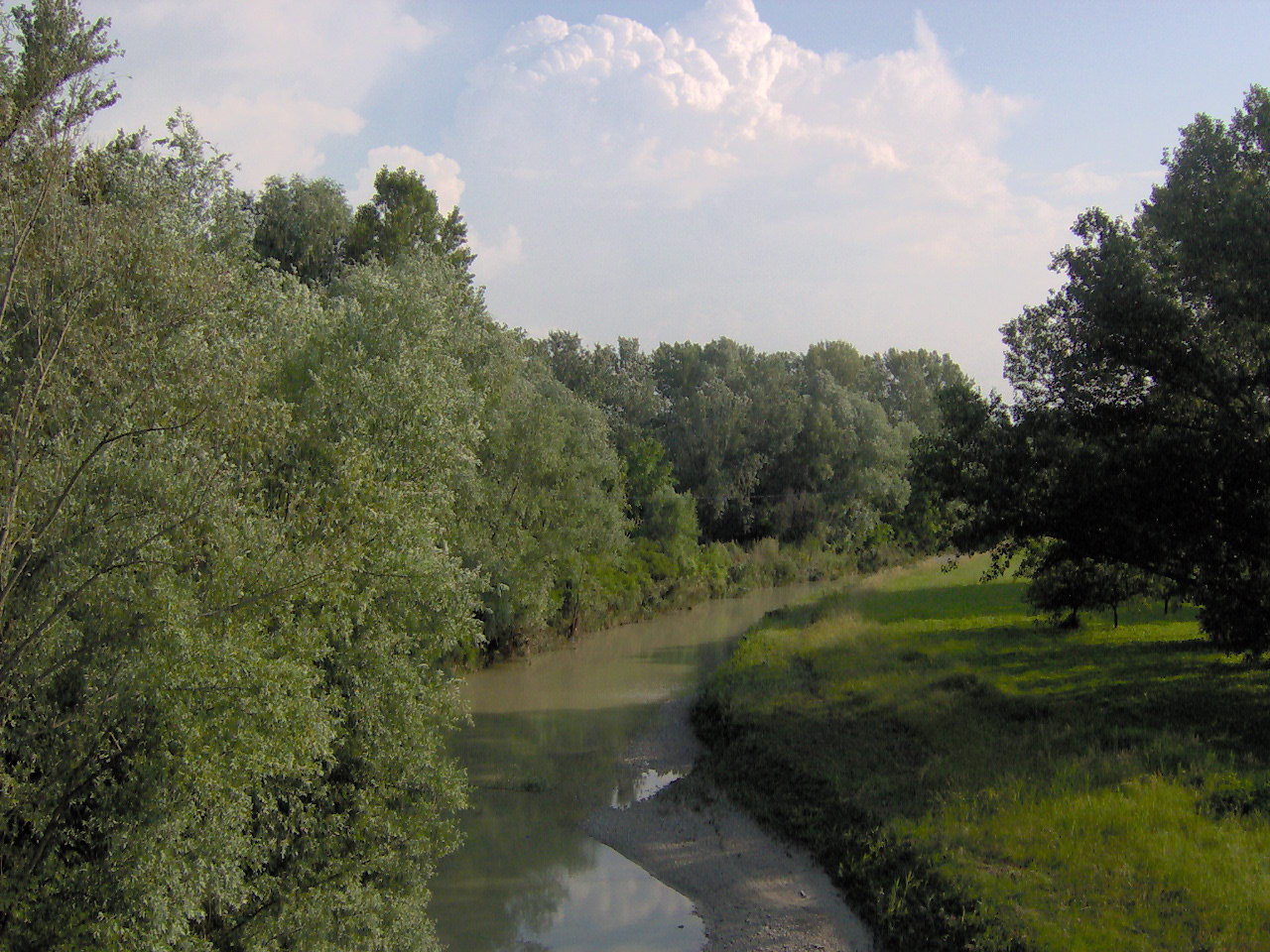
Emilia és Romagna hagyományos határfolyója, a Sillaro

Emilia a Pó folyó és az Appenninek hegység között fekszik, északi része a Pó-síkságon, déli része az Appeninek északi lejtőin. 
Alapvetően földrajzi tájegységnek tekintendő, mert történelmének legnagyobb részében nem alkotott egybefüggő politikai entitást. Az ókori Római Birodalomban az Augustus Caesar által létrehozott Regio VIII Aemilia két évszázadon át állt fenn,
 ezután széttagozódott, és úgy is maradt, egészen 1948-ig, a Romagnával való egyesítésig. Határait alapvetően a római kori határokhoz viszonyítják:
- Délkeleten a Sillaro patak (torrente) és a Reno folyó alsó folyása választja el Romagnától;
- Északon a Pó folyó választja el Lombardia nyugati részétől, az ú.n. „Oltrepò mantovanó”-tól, és részben Veneto területétől.
- Délen az Appenninek-hegység (közelebbről a Liguri-Appeninek és a Toszkánai-Emilianói Appenninek csoportjainak) vízválasztó vonala határolja el Liguriától és Toszkánától;
- Nyugati határai az idők folyamán gyakran változtak. 275-ben a Regio VIII Aemilia augustusi régió egy részét átcsatolták a Regio IX Liguria-hoz.[2] A 12. században Piacenza tartománytól az Oltrepò pavese területét átcsatolták a Paviai Hercegséghez, mely a Német-római Birodalom hűbérese volt. A 16. században, a Parmai és Piacenzai Hercegség létrehozásával ezek a határok megszilárdultak. 1743-ban a wormsi szerződésben a Parmai és Piacenzai Hercegség és a Szárd Királyság közötti határt az Aveto és a Trebbia folyók összefolyásáig hűzták ki. 1818-ban és 1989-ben egyházmegyei határmódosítások történtek, 2019-ben kisebb községhatárokat módosítottak.[3]

Emilia földrajzi régió jelenleg (1948 óta) a következő megyék terüleiet foglalja magában: Piacenza, Parma, Reggio Emilia, Modena és Ferrara, valamint és Ravenna megye néhány települése. Ide tartozik még Bologna város és agglomerációja, kivéve Imola és Dozza községeket, továbbá a Santerno folyó völgyét.
Lakosságának egyrésze az olasz államnyelv mellett az emilián (emiliano) és liguri nyelvjárásokat használja.

## Történelme
Emilia és Romagna tájegységek történelme elválaszthatatlan egymástól. Az olasz egységmozgalmak (risorgimento) korszaka előtt a  területen több itáliai fejedelemség osztozott, elsősorban a Modena-Reggiói Hercegség, a Parma-Piacenzai Hercegség és a Ferrarai Hercegség. Bologna hosszú időn át határvárosként élt Emilia és Romagna között. A francia forradalmi hadsereg bevonulása után Emilia területét a Ciszpadániai Köztársasághoz csatolták. Az 1796–1797-es itáliai hadjárat nyomán Bonaparte tábornok a Ciszalpin Köztársaságba olvasztotta. A terület meghatározó politikai hatalma (ezen rövid időszakoktól eltekintve) a pápai állam volt a középkortól egészen 1861-ig, az Olasz Királyság kikiáltásáig.